# 市立岡谷美術考古館
岡谷美術考古館（おかやびじゅつこうこかん）は長野県岡谷市にある博物館。市の条例による正式名称は市立岡谷美術考古館である。美術館、考古博物館と市民の交流広場、体験学習スペースなどから構成される公共複合施設である。

## 概要
1970年開館。以前は市立岡谷蚕糸博物館（現在は岡谷市民病院が建つ）と併設していたが、2013年11月3日に現在地である童画館通り内に移転し、リニューアルオープンした。館長は長野二紀会支部長の花岡克行。
美術作品としては、岡谷市や郷土にゆかりの深い作家を中心に、洋画、日本画、版画、彫刻、書、工芸など多数の作品を収蔵している。岡谷の美術の礎を築いた高橋貞一郎や、その子供たち宮原麗子、高橋靖夫をはじめ、岡谷出身の洋画家である野村千春・早出守雄・織田昇・辰野登恵子・根岸芳郎・山田郁夫、彫刻の武井直也・小口節三、版画の増沢荘一郎（木版画）、武井武雄 ・武井吉太郎 ・小口作太郎、書画の八幡竹邨・太田谷山、工芸の小口稔、八幡郊処などの作品を所蔵している。岡谷以外では、篠原昭登・宮坂昭吉・志村一男・堀内唯生・西岡瑞穂（洋画）、小口正二・浜達也・田中隆夫・和泉湧清・和泉湧三・小泉親人（工芸）、武井斌・北村西望（彫刻）・宮坂覚郎・張懐江・張遠帆・葛新民（水墨画）、津金寉仙（書）、川崎春彦・林勇（林雲渓）（日本画）などの作品を所蔵している。
考古資料としては、国の重要文化財に指定の顔面把手付深鉢形土器（海戸遺跡出土）をはじめ、壷を持つ妊婦土偶（目切遺跡）等、岡谷市内の遺跡から出土した縄文時代から平安時代までの出土品を展示している。

## 利用案内
- 開館時間・10:00～19:00
- 休館日・水曜祝日の翌日
- 2館共通入館券、3館共通入館券、5館共通入館券もあり、美術考古館のほかイルフ童画館、岡谷蚕糸博物館、旧林家住宅（重要文化財）、旧渡辺家住宅（長野県宝）にそれぞれ1回入館することができる[9]。

## アクセス
- JR東日本岡谷駅下車 徒歩５分
- 長野自動車道岡谷I.C.から車で10分（イルフ童画館の隣に市営駐車場有り）

## 関連文献
- 『親子でウォーク 長野県の博物館』 信州大学教育学部歴史研究会 1997年ISBN 978-4783910428
- 『長野県ミュージアムガイド』 長野県博物館協議会 2017年